# RK Dalmatinka Ploče
Rukometni klub "Dalmatinka" (RK Dalmatinka; Dalmatinka; Dalmatinka Ploče) je ženski rukometni klub iz Ploča, Dubrovačko-neretvanska županija. 
 U sezoni 2018./19. klub nastupa u Prvoj hrvatskoj ligi. 

## O klubu
Klub je osnovan 1978. godine pod nazivom "Azbest", ali ubrzo mijenja ime u "Kartonplast", te počinju s ligaškim natjecanjima. U sezoni 1979./80. igraju u Hrvatskoj regionalnoj ligi – Jug. Od 1980. do 1990. godine Ploče su se zvale Kardeljevo, a potom grad vraća ime Ploče. Do raspada SFRJ klub se natječe u Hrvatskoj regionalnoj ligi – Jug i Hrvatskoj republičkoj ligi. Sredinom 1980.-ih klub se kratko zove "Ploče", odnosno "Ploče-Kartonplast", a od sezone 1984./85. klub djeluje pod imenom "Dalmacija". 
 
Osamostaljenjem Hrvatske, "Dalmacija" je u sezoni 1992./93. član 1. B lige – Jug, koju osvajaju u sezoni 1993./94. pod imenom "Dalmacija-Interšped", te ulaze u 1. A HRL, u kojoj nastupaju do sezone 1996./97. pod imenima "Dalmacija – Mediteran osiguranje", "Mediteran osiguranje", "Dalmacija – Mediteran" te ponovno "Dalmacija". Od sezone 1997./98. do 1999./2000. su članice 1. B lige, a od sezone 2000./01. 2. HRL – Jug. Od te sezone klub djeluje pod imenom "Dalmatinka". Osvajanjem 2. HRL – Jug u sezoni 2009./10., ponovno postaju prvoligašice, te s prekidima nastupaju u Prvoj HRL. 

## Uspjesi
1. B HRL
- prvakinje: 1993./94. (Jug)

2. HRL – Jug
- prvakinje: 2007./08., 2009./10., 2013./14., 2015./16., 2017./18.

Hrvatska regionalna liga – Jug
- prvakinje: 1982./83., 1983./84., 1986./87.

## Poznate igračice
- Valentina Blažević
- Tea Pijević
- Marta Žderić

## Unutrašnje poveznice
- Ploče

## Vanjske poveznice
- furkisport.hr/hrs, "Dalmatinka", natjecnja po sezonama
- sportilus.com, Rukometni klub Dalmatinka Ploče
- hr-rukomet.hr, RK „DALMATINKA“ – KRATKI PREGLED DRUGOLIGAŠKIH NASTUPA NOVIH PRVOLIGAŠICA, objavljeno 24. lipnja 2016.